# Rasputin (Boney M)
Rasputin is een nummer van de Duitse discogroep Boney M. Het is afkomstig van hun derde studioalbum Nightflight to Venus uit 1978. In augustus dat jaar werd het nummer wereldwijd op vinylsingle uitgebracht. In 2021 werd het nummer als digitale download uitgebracht.

## Achtergrond
Boney M (althans de producer met twee van de drie vrouwelijke leden) bezong de levenswandel van Grigori Raspoetin ('Ra ra Rasputin') in het kort, bijvoorbeeld zijn liefdesrelatie met de Russische tsarina (Alaxandra Fjodorovna) en zijn moord. De persoon Raspoetin was ook in de jaren 70 niet onomstreden. Zo werd Rasputin op de Russische persing van het album verwijderd en werd Boney M verzocht het nummer niet te zingen tijdens optredens in communistisch Polen (hetgeen werd geweigerd).
Binnen de oplage van de single met B-kant Never change lovers in the middle of the night ging iets mis. De B-kant vermeldde in sommige gevallen de artiest niet. Deze rariteit kwam er niet in de Benelux en Duitsland, want daar werd Painter man de B-kant. Dit nummer, oorspronkelijk van The Creation, gaat over een afgestudeerde kunstschilder die niet aan bak komt en allerlei minderwaardige baantjes moet accepteren.
Rasputin werd een wereldwijde hit en bereikte in producer Frank Farians' thuisland Duitsland de nummer 1-positie. Ook in Oostenrijk en Australië werd de nummer 1-positie behaald, Argentinië, Spanje, Zwitserland de 2e, Zimbabwe de 6e, Zuid-Afrika de 9e, Canada de 7e, Nieuw-Zeeland de 4e, Ierland de 3e en in het Verenigd Koninkrijk de 2e positie in de UK Singles Chart.
In Nederland werd de plaat veel gedraaid op Hilversum 3 en werd een hit in de destijds drie landelijke hitlijsten op de nationale publieke popzender. De plaat bereikte de 8e positie in zowel de Nederlandse Top 40 als de op 1 juni 1978 gestarte TROS Top 50 en piekte op de 5e positie in de Nationale Hitparade. In de Europese hitlijst op Hilversum 3, de TROS Europarade, werd de 2e positie behaald.
In België bereikte de plaat de nummer 1-positie in de voorloper van de Vlaanse Ultratop 50 en de 2e positie in de Vlaamse Radio 2 Top 30.

## Hitnoteringen
Rasputin hield het tien weken uit in de UK Singles Chart en haalde uiteindelijk plaats 2. John Travolta en Olivia Newton-John hield Boney M van de eerste plaats af met Summer nights.

### Nederlandse Top 40
| Positie: | 18 | 9 | 8 | 8 | 9 | 9 | 12 | 21 | 34 | uit |

### Nationale Hitparade
| Positie: | 19 | 6 | 10 | 8 | 7 | 5 | 11 | 25 | 33 | 43 | uit |

### TROS Top 50
Hitnotering: 7-9-1978 t/m 2-11-1978. Hoogste notering: #8 (5 weken).

### TROS Europarade
Hitnotering: 23-9-1978 t/m 2-12-1878. Hoogste notering: #2 (5 weken). 

### Vlaamse Radio 2 Top 30
In deze lijst werd Rasputin de voet dwars gezet door Olivia Newton-John met Hopelessly Devoted to You.
| Positie: | 11 | 4 | 3 | 2 | 3 | 3 | 3 | 5 | 9 | 17 | 30 | uit |

### Vlaamse Ultratop 50
| Positie: | 14 | 8 | 4 | 2 | 2 | 1 | 2 | 3 | 4 | 10 | 14 | 23 | 23 | 27 | uit |

### NPO Radio 2 Top 2000
| Nummer met noteringen in de NPO Radio 2 Top 2000 | '02  | '03-'20 | '21 | '22  | '23  | '24  |
| ------------------------------------------------ | ---- | ------- | --- | ---- | ---- | ---- |
| Rasputin                                         | 1716 | -       | 964 | 1357 | 1553 | 1893 |

1. ↑  Een '-' betekent dat het nummer niet was genoteerd en een vetgedrukt getal geeft de hoogste notering aan.
2. ↑  2002 was het eerste jaar met een notering voor dit nummer.

## Covers en remixen
Er zijn een aantal covers bekend van dit lied. Die zijn niet allemaal in het segment discomuziek onder te brengen. De Finse band Turisas kwam bijvoorbeeld met een metalversie.
In april 2021 verscheen samen met Majestic een remix die in Nedeeland wederom een top-10 notering bereikte. Ditmaal in zowel de Nederlandse Top 40 op Qmusic, de 538 Top 50 op Radio 538, de Single Top 100 en de publieke hitlijst; toentertijd de Mega Top 30 op NPO 3FM. Ook werden internationaal vele hitlijsten bereikt.